# 中国操作系统
中国操作系统（China Operate System，简称：COS）是一个由中国科学院软件研究所与上海联彤网络通讯技术有限公司共同设计研发的操作系统，于2014年1月15日在北京钓鱼台国宾馆发布，号称该系统已经拥有十万个应用程序。该系统采用Linux内核，提供用户态硬件抽象层，数据层与媒体层，且支持多种运行时环境。据报道，该操作系统拥有“中国完全自主知识产权”，中国科学院此举意在打破美國系列厂商的垄断地位。根据官网中的说明，该系统声称是一个开源的操作系统，支持基于Java和HTML5的应用。
2014年，十八家企业曾表示对COS的前景看好。

## 爭議
腾讯新闻報道指，COS遭到許多质疑，認為並非中國完全自主智慧財產權，而是基於Android修改的抄襲品。COS屬於類Unix作業系統，若其使用Linux核心或Android應用層之後販賣收費，將可能涉嫌侵權。網上有調侃COS是Copy Other System。